# Sajmište (Vukovar)
Sajmište je gradska četvrt u sastavu Grada Vukovara, Vukovarsko-srijemska županija. 

## O naselju
U naselju se nalazi župa BDM Kraljice mučenika osnovana 2003. godine odvajanjem dijela stare vukovarske župe sv. Filipa i Jakova na kojoj djeluju franjevci. Broji 2300 katolika a pripada joj i filijala Bogdanovci. Župa je posvećena Blaženoj Djevici Mariji Kraljici mučenika. Pod pojmom mučenici misli se između ostaloga i na sve mučenike iz Domovinskoga rata. Župna crkva nalazi se u dijelu grada koji se danas zove Sajmište, a stari Vukovarci ga pamte kao "Švapsko brdo". Tu su živjeli prije Drugog svjetskog rata pretežito Podunavski Nijemci. Nakon prevrata novopridošlice su ga prozvale "Petrova gora".

## Zemljopis
Naselje se južno od centra Vukovara, na državnoj cesti D57 (ulica Europske unije) i zapadno od Lijeve bare i Mitnice. 

## Povijest

### Domovinski rat
Sveopći napad na Vukovar počinje 14. rujna kojem je prethodilo raketiranje i bombardiranje grada kazetnim bombama iz zraka. Usporedo s napadom Jugoslavenskog ratnog zrakoplovstva, započeo je kombinirani tenkovsko-pješački napad iz Negoslavaca i Petrovaca prema Sajmištu. Oklopnjaci i pješaštvo JNA probili su se kroz minska polja, pri čemu im je bila pomoć peta kolona u samom gradu koja je dojavljivala položaje branitelja, nakon čega se JNA uspjela probiti do vojarne i spojiti se sa srpskim paravojnim formacijama u gradskom naselju Petrova gora. Time su spojena ta dva dijela Vukovara koja su JNA i četnici imali od početka pod kontrolom. Već drugog jutra uslijedio je novi napad i žestoke ulične borbe za svaku kuću i čišćenje ulica po Sajmištu. Trećeg dana krenuo je napad iz vojarne koji je zaustavljen. Početkom listopada započinju učestali napadi na Sajmište, a zbog velikih gubitaka JNA u borbeni stroj bezuspješno uvodi specijalce iz Niša jer je samo 2. listopada neprijatelj izgubio 30 tenkova i oklopnih transportera, ubijeno je 200 vojnika, a na grad je palo 11.000 granata.
Dana 10. listopada počeo je najjači napad na Vukovar s juga. Obrambeni punkt na križanju ulica Ognjena Price i Otokara Keršovanija je probijen i tenkovi su ušli duboko u Preradovićevu ulicu, a s njima i skupina niških specijalaca i paravojnih postrojbi koji su se tijekom noći probili skoro do hrvatskog zapovjedništva, ali su na vrijeme otkriveni i eliminirani. Gubici na obje strane bili su veliki, ali je napad ipak odbačen i vraćeni su izgubljeni punktovi.
Od 7. do 8. studenog napadi na Vukovar vode se nesmanjenom žestinom. JNA je ušla u samo središte grada, u dijelove Sajmišta poznate kao naselja Boško Buha i Cvjetno naselje.  Sajmište koje je s taktičke razine bilo ključ obrane Vukovara, JNA i srpska paravojska zauzele su 17. studenoga.

## Sport
- NK Vuteks-Sloga Vukovar, nogometni klub

Do 1980-ih godina je postojao i nogometni klub Sajmište, a do 1990-ih nogometni i košarkaški klubovi NK Vuteks Vukovar i KK Vuteks Vukovar.

## Poznate osobe
- Aleksandar Glamočak, nogometaš
- Siniša Glavašević, novinar